# Stefano Patriarca
Stefano Patriarca (Agnone, 23 luglio 1987) è un pallavolista italiano, centrale della Folgore Massa.

## Carriera

### Club
La carriera di Stefano Patriarca inizia a livello giovanile nella squadra della sua città, la Pallavolo Agnone con la quale fa il suo debutto da professionista in Serie A2 nel finale della stagione 2002-03. Passa poi al settore giovanile della Lube di Macerata, collezionando qualche presenza anche con la prima squadra in Serie A1 nei campionati 2005-06 e 2006-07. Nella stagione 2007-08 passa ai Lupi Santa Croce nella serie cadetta, mentre nelle due annate successive gioca sempre nella medesima serie, ma per la Reima Crema.
Ritorna nella massima serie nel campionato 2010-11 con la New Mater di Castellana Grotte, ma la stagione si chiude con la retrocessione del club, così nel campionato successivo passa alla BluVolley Verona. Dopo un'annata con la Top Volley Latina, nella quale raggiunge la finale di Coppa CEV, torna a giocare nella Lube nella stagione 2013-14, terminando il campionato con la conquista dello scudetto.
Nella stagione 2014-15 si accasa alla Powervolley Milano, mentre in quella successiva è al Piacenza, sempre in Superlega. Ritorna nel campionato cadetto per l'annata 2016-17 quando è ingaggiato dall'Emma Villas, con cui vince la Coppa Italia di categoria 2016-17, per poi vestire la maglia della Materdomini di Castellana Grotte a partire dalla stagione 2017-18, ancora in serie cadetta: durante la militanza nella squadra pugliese affianca al ruolo di centrale anche quello di opposto. Nella stagione 2020-21 resta nella stessa città pugliese spostandosi però alla New Mater, per poi accordarsi, per l'annata 2021-22, con l'Atlantide Brescia, sempre in Serie A2.
Per la stagione 2022-23 si trasferisce per la prima volta fuori dall'Italia, in Bulgaria, dove disputa la Superliga con la maglia del Deja: terminato l'impegno nel campionato bulgaro, fa rientro in patria per disputare i play-off promozione di Serie A3 con la Virtus Fano.
Nell'annata 2023-24 difende i colori della neopromossa Impavida Ortona, in Serie A2, mentre nella stagione successiva è di nuovo di scena in Serie A3, con la maglia della Folgore Massa, con la quale vince la Coppa Italia di categoria, venendo premiato nell'occasione come MVP, e la Supercoppa di Serie A3.

### Nazionale
Nel 2005 viene convocato nella nazionale under 19, con la quale conquista la medaglia di bronzo al campionato mondiale di categoria , mentre nel 2007 partecipa al campionato mondiale con la under 21.
Nel 2011 viene convocato per la prima volta nella nazionale maggiore, debuttando in World League.

## Palmarès

### Club
- Campionato italiano: 1

2013-14
- Coppa Italia di Serie A2: 1

2016-17
- Coppa Italia di Serie A3: 1

2024-25
- Supercoppa italiana di Serie A3: 1

2025

### Nazionale (campionati minori)
- Campionato mondiale under 19 2005

### Premi individuali
- 2024 - Coppa Italia di Serie A3: MVP